# 강혜련 (정치인)
강혜련(姜惠連, 1965년 11월 11일 ~ )은 대한민국의 제4·5대 울산광역시 남구의원이었다.

## 학력
- 부산대학교 인문대학 사학과 학사 졸업

## 경력
- 여성신문 울산지사 근무
- 울산시 여성정책 센터
- 울산대학교 강사
- 울산시 여성의 전화 소장
- 2006.07 ~ 2010.06 제4대 울산광역시 남구의회 의원
- 제4대 울산광역시 남구의회 내무위원회 위원
- 제4대 울산광역시 남구의회 건설환경위원회 위원
- 2010.07 ~ 2014.04 제5대 울산광역시 남구의회 의원
- 2010.07 ~ 2012.06 제5대 울산광역시 남구의회 전반기 내무위원장
- 2012.07 ~ 2014.04 제5대 울산광역시 남구의회 후반기 건설환경위원회 위원
- 2012.07 ~ 2014.06 통합진보당 울산시당 부위원장

## 역대 선거 결과
|  | 20.82% |

|  | 40.32% |

|  | 39.86% |

|  | 10.93% |